# M’Liss (pel·lícula de 1915)
M’Liss és una pel·lícula muda de la World Film Company dirigida per Oscar A.C. Lund i protagonitzada pel mateix Lund, Barbara Tennant i Howard Estabrook. Basada en el relat “M'Liss” de Bret Harte aparegut dins del llibre “Golden Era” (1863), es va rodar a St. Augustine (Florida) i Asheville (Carolina del Nord). Va ser estrenada el 8 de març de 1915. Posteriorment es van fer altres versions a partir del mateix text el 1918 (M’Liss), protagonitzada per Mary Pickford, el 1922 (The Girl Who Ran Wild) i el 1936 (M’Liss).

## Argument
En suïcidar-se, l'alcohòlic Bummer Smith deixat una nota deixant en herència a John Gray, el mestre de l'escola de Pocket Smith (Nevada), una fortuna que recentment ha guanyat amb uns vells camps de petroli perquè la faci servir per a cuidar la seva filla M’Liss. Aquesta ha viscut sempre en un estat semisalvatge. Don José, un company desvagat de Bummer, és qui primer troba la nota i la canvia per una altra en la que s'anomena hereu de Smith.
Don José marxa de Pocket Smith per prendre el control de la propietat. Més tard, envia a buscar M'Liss, que tristament diu adéu a John, el seu únic amic. Allà la fa passar per una noia espanyola i de mica en mica es converteix en una jove refinada tot i que encara enyora el seu antic mestre d'escola.
Mentrestant, John arriba a Califòrnia per intentar fer fortuna i aconsegueix trobar petroli a la propietat adjacent al ranxo de Don José. Gelós del seu èxit, Don José planeja incendiar els pous de petroli del seu veí sense saber que es tracta de John. José el convida a la seva mansió a un fandango en el que ballarà M’Liss. Mentre es desenvolopa l'entreteniment, un mexicà pagat per José incendia els pous de petroli de Pocket Smith però la trama és descoberta. En adonar-se que tot s'ha descobert Don José intenta escapar però M’Liss arrisca la seva vida per aturar-lo. Després d'una lluita entre els dos homes, Don José mor cremat en el pou de petroli. Finalment es recupera la nota original de Bummer i John aconsegueix tant els camps petroliers com l'adorable M'Liss.

## Repartiment
- Barbara Tennant (M’Liss)
- Oscar A.C. Lund (Don José)
- Howard Estabrook (John Gray)
- Anita Navarro[4]